# Шимон из Липницы
Святой Шимон (Си́мон) из Липницы (пол. Szymon z Lipnicy; около 1437, Липница-Мурована, Малопольское воеводство — 18 июля 1482, Краков) — польский римско-католический священник, францисканец. Востребованный и известный проповедник, он черпал вдохновение в проповедях святого Бернардина Сиенского. Ярый сторонник религиозных обрядов, которые стремился популяризировать.

## Жизнь
Родился в семье бедных и благочестивых Гжегожа и Анны в деревне Липница-Мурована под Краковом. В 1454 году поступил в Ягеллонский университет и переехал в Краков. Примерно в это же время проповедь Иоанна Капистранского побудила его стать священником. В 1457 году он получил степень бакалавра и присоединился к ордену францисканцев вместе с десятью другими сокурсниками в монастыре ордена в Страдоме. Рукоположен в священники приблизительно в 1460 году.
Молодой священник был сначала направлен во францисканский монастырь в Тарнуве, а затем в Страдоме, где прославился как умелый проповедник и распространитель религиозных обрядов. Будучи почитателем Бернардина Сиенского, отправился в Л’Акуилу 17 мая 1472 года, чтобы принять участие в торжественном переносе останков святого. Позже отправился в Павию в 1478 году для участия в капитульном съезде ордена, посетил гробницы святых Петра и Павла, а также совершил паломничество в Святую Землю.
Святой Шимон строго соблюдал посты и бичевал себя и носил покаянный пояс. Скончался в 1482 года, через неделю после заражения чумой, которой заразился пока ухаживал за больными.

## Прославление
Беатифицирован 24 февраля 1685 года папой Иннокентием XI, канонизирован 3 июня 2007 года папой Бенедиктом XVI.
День памяти — 18 июля.